# アガスティヤ

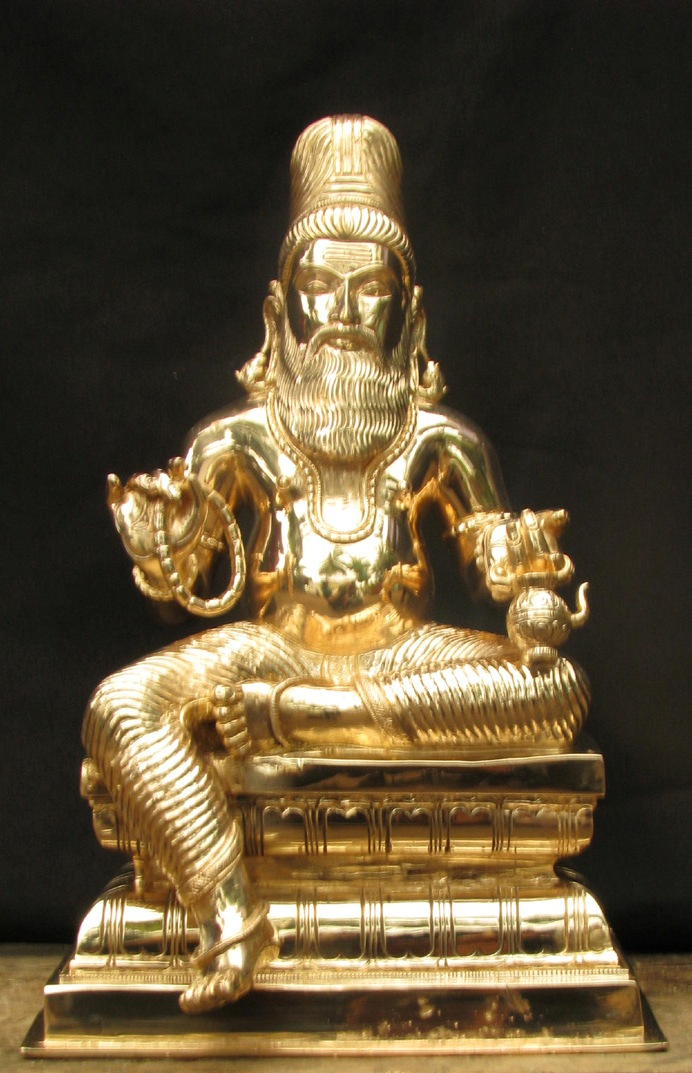
アガスティヤ

アガスティヤ (Agastya, 梵: अगस्त्य) はインド神話に登場する聖仙。ヴァルナ神・ミトラ神の子。七聖には含まれないが、すでに『リグ・ヴェーダ』にその名が見え、叙事詩にも登場する。
神話によると、あるときヴァルナ・ミトラ両神はアプサラスのウルヴァシーに見とれ、精をもらした。それは水がめに落ち、その中からそれら神々の子としてアガスティヤとヴァシシュタが生まれたという。アガスティヤの別名カラシスタ（「水がめの子」の意）、クムバサムバヴァ（「水がめの中で生まれたもの」）、ガトーッドバヴァ（つぼの中で生まれたもの）、クンバヨーニ（「壺から生まれた者」の意）はこの出来事に由来する。
『マハーバーラタ』によると、妻ローパームドラーを創造したこと、ヴリトラの残党（カーレーヤあるいはカーラケーヤ）から世界を救うために海水を飲み干したこと、ナフシャを呪って大蛇に変えたことなどが述べられている。
アガスティヤは南インドとのつながりが深く、『マハーバーラタ』ではヴィンディヤ山脈との約束によって南方に移り住んだことが伝えられているが、このためアガスティヤは最初の南下者であるとされる。主に南インドを舞台とする『ラーマーヤナ』ではラーマ王子の協力者として登場し、ラーマに黄金弓ブラフマダッタを授けたとされる。またアガスティヤはタミル語文学の祖ともいわれ、今でも南インドでは崇拝の対象となっている。

## リグ・ヴェーダ
『リグ･ヴェーダ』ではアガスティヤは対話篇に登場する。インドラとマルト神群とアガスティヤとの対話（1･165、170、171）によると、アガスティヤはマルト神群のための祭祀を行う。ところがこの祭祀になぜかインドラ神がやって来て、後から来たマルト神群と口喧嘩を始める。アガスティヤは両者の間に立って和解に努める。アガスティヤとローパームドラーとの対話（1･179）では、苦行に熱心なアガスティヤはローパームドラーに近づこうとしない。長年の禁欲生活のうちに老いることを恐れた妻はアガスティヤに迫る。アガスティヤは拒むが、結局妻の求めに応じる。

## マハーバーラタ

### アガスティヤの結婚

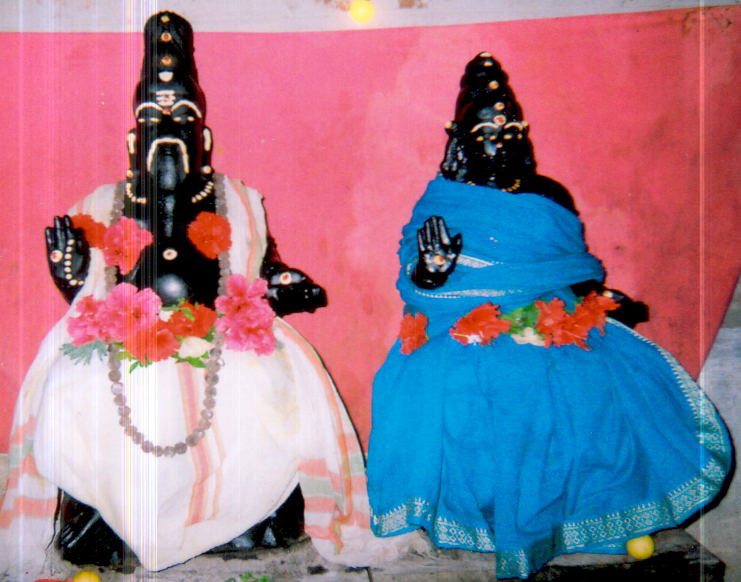
アガスティヤとローパームドラー

アガスティヤは祖霊（ピトリ）の勧めにしたがって子孫を作ろうとした。しかし妻にしたい女性が見つからなかったので、様々な生き物の最も優れた部分を集めて一人の少女を創造し、ヴィダルバ国の王に与えた。少女はローパームドラーと名づけられ、美しく成長した。そしてローパムドラーが結婚適齢期に達するとアガスティヤは彼女に求婚した。王はアガスティヤを恐れて娘を与えた。しばらくして妻との生活に満足したアガスティヤは子を作ろうと考えた。しかしローパームドラーは父の宮殿にあるような豪奢な寝台で寝ることを望んだ。そこでアガスティヤは何人かの王を訪れて寄付を求めた。しかしどの王も裕福ではなかった。王たちはイルヴァラという裕福なアスラがいるのでイルヴァラに財を分けてもらうことを提案した。

### ヴァーターピ殺し
アスラのイルヴァラは裕福だったが、残忍な性格の持主だった。イルヴァラは弟のヴァーターピを動物に化けさせて調理し、客人をもてなした。しかし客人が弟を食べた後でイルヴァラが弟の名を呼ぶと彼は蘇り、食べた者の腹を破って出て来た。こうして2人は多くの聖仙を殺した。アガスティヤがやって来たときもイルヴァラは同様にもてなした。アガスティヤは何も知らずにヴァーターピを完食し、それを見てイルヴァラは弟の名を呼んだ。しかしそのときすでにアガスティヤはヴァーターピを消化し終わっていた。イルヴァラは絶望し、アガスティヤの求めに応じて財産を寄付した。
こうしてアガスティヤは妻の要望に応えることができ、2人の間にトリダユスという子供が生まれた。

### 海水を飲み干す
黄金期、カーレーヤというアスラの集団がいて、ヴリトラを後ろ盾として神々と戦っていた。しかしヴリトラがインドラ神に倒されたとき、カーレーヤは海に逃げ込んで、夜になっては聖仙たちを殺して回った。そこでアガスティヤは神々の求めに応じて海を飲み干した。カーレーヤたちは隠れる場所を失い、神々によって倒された。その後神々はアガスティヤに海の水をもとに戻すことを求めたが、すでにアガスティヤは海水を消化し終わっていた。神々は悲嘆したが、のちにバギーラタがガンジス川を地上に招来し、その水が流れ込むことによって海は元に戻ったという。

### ヴィンディヤ山との約束
かつてヴィンディヤ山は太陽がメール山を右回りに巡って敬意を表しているのを見て（右回りは敬意のしるし）、太陽に自分の上を巡って欲しいと言ったことがあった。しかし太陽はこれを拒否した。ヴィンディヤ山は怒って背を伸ばし、太陽と月の通り道を遮ろうとした。そこでアガスティヤはヴィンディヤ山に、南方に用事があるので山を越えさせてほしい、そして背を伸ばすのは自分が帰ってきた後にしてほしい、と提案した。ヴィンディヤ山がこれを認めたので、アガスティヤは南に行ったきり戻らず、ヴィンディヤ山は今もアガスティヤとの約束を守って、背を伸ばさずにその帰りを待っているのだという。